# Altrippe
Altrippe település Franciaországban, Moselle megyében. Lakosainak száma 368 fő (2022. január 1.). Altrippe Frémestroff, Hellimer, Hoste, Laning, Leyviller és Maxstadt községekkel határos.

## Népesség
A település népességének változása:
| Lakosok száma | 233  | 308  | 369  | 431  | 386  | 387  | 382  | 370  | 369  | 368  |
|               | 1968 | 1982 | 1990 | 2006 | 2013 | 2015 | 2017 | 2019 | 2020 | 2022 |